# Amt Schlei-Ostsee
Het Amt Schlei-Ostsee is een Amt in de Duitse deelstaat Sleeswijk-Holstein. Het omvat 19 gemeenten in de Kreis Rendsburg-Eckernförde. Het bestuur is gevstigd in de stad Eckernförde die zelf geen deel uitmaakt van het Amt. Het Amt ontstond in 2008 door samenvoeging van de voormalige Ämter Schlei, Schwansen en Windeby.

## Deelnemende gemeenten
1. Altenhof
2. Barkelsby
3. Brodersby
4. Damp
5. Dörphof
6. Fleckeby
7. Gammelby
8. Goosefeld
9. Güby
10. Holzdorf
11. Hummelfeld
12. Karby
13. Kosel
14. Loose
15. Rieseby
16. Thumby
17. Waabs
18. Windeby
19. Winnemark